# Recharged
Recharged je remixovaná deska americké skupiny Linkin Park, vydaná 28. října 2013. Její hlavní písní je píseň A light that never comes kterou skupina nazpívala společně se Stevem Aokim.

## Seznam skladeb
1. Linkin Park - A LIGHT THAT NEVER COMES (Linkin Park x Steve Aoki)
2. Linkin Park - CASTLE OF GLASS (M. Shinoda Remix)
3. Linkin Park - LOST IN THE ECHO (KillSonik Remix)
4. Linkin Park - VICTIMIZED (M. Shinoda Remix)
5. Linkin Park - I'LL BE GONE (Schoolboy Remix)
6. Linkin Park - LIES GREED MISERY (Dirtyphonics Remix)
7. Linkin Park - ROADS UNTRAVELED (Rad Omen Remix feat. Bun B)
8. Linkin Park - POWERLESS (Enferno Remix)
9. Linkin Park - BURN IT DOWN (Tom Swoon Remix)
10. Linkin Park - UNTIL IT BREAKS (Datsik Remix)
11. Linkin Park - SKIN TO BONE (Nick Catchdubs Remix feat. Cody B. Ware and Ryu)
12. Linkin Park - I'LL BE GONE (Vice Remix feat. Pusha T)
13. Linkin Park - UNTIL IT BREAKS (Money Mark Headphone Remix)
14. Linkin Park - A LIGHT THAT NEVER COMES (Rick Rubin Reboot)
15. Linkin Park - BURN IT DOWN (Paul Van Dyk Remix) (Bonus Track)